# Primarias del Partido Republicano de 2012 en Florida
Las Primarias del Partido Republicano de 2012 en Florida se harán el 31 de enero de 2012. Las primarias del Partido Republicano son una elección primaria, con 50 delegados en juegos en donde el ganador se lo lleva todo, para elegir al candidato del partido Republicano para las elecciones presidenciales de Estados Unidos de 2012.  El Comité Nacional Republicano removió la mitad de los delegados porque el estado movió la fecha de las primarias a antes del 6 de marzo. En el estado de Florida están en disputa 50 delegados, en la cual serán asignados todos al candidato ganador. Hay 4,063,853 republicanos votantes registrados al 3 de enero de 2012.

## Elecciones

### Campaña
Las campañas se dieron por todo el estado, pero la atención se centró en el condado de Miami-Dade, en el que los principales candidatos, Romney y Gingrich trataron de obtener el voto hispano entre los republicanos, en la que representa más del 55% del condado.
En busca del voto latino, el 25 de enero, Mitt Romney y Newt Gingrich  participaron, por separado en un foro auspiciado por la cadena hispana Univision.com, la Cámara de Comercio Hispana (por sus siglas en inglés; USHCC), y el Miami Dade College con entrevistas conducidas por el periodista y presentador del Noticiero Univisión, Jorge Ramos y María Elena Salinas. En el foro, Gingrich tildó a Romney de antiinmigrante por un comercial radial que tuvo que retirar del aire, luego de que fuese criticado por líderes hispanos republicanos.
Los hispanos representan el 13.1% de los votantes registrados en la Florida, o un total de 1,4 millones registrados en el estado, de los cuales 452,619 están inscritos como republicanos y 564,513 como demócratas, según el Departamento de Elecciones de la Florida.

### Encuestas
En una encuesta realizada el 27 de enero por la Universidad Quinnipiac, Romney se encontraba como favorito con el 38% en intención de voto, con el 29% a Gingrich. Mientras que Ron Paul y Rick Santorum sólo contaban con un apoyo de entre el 14 y 12 %, respectivamente, y el 6% de los votantes indecisos.
En otra encuesta hecha el 25 de enero por las cadenas Univision, ABC y Latino Decisions entre 500 votantes hispanos inscritos a nivel nacional, y con una muestra adicional de 500 votantes hispanos inscritos en el estado de la Florida, concluyó que en las primarias republicanas de la Florida, Mitt Romney tenía una ventaja de 15 puntos sobre Newt Gingrich (35 - 20), y Ron Paul y Rick Santorum con 6% y 7% respectivamente, y 21% indecisos;, reveló la encuesta.

### Resultados
Los resultados al 100% (6,796 de 6,796 Recintos)
Reporte: 
| Primarias de la Florida de 2012 | Primarias de la Florida de 2012 | Primarias de la Florida de 2012 | Primarias de la Florida de 2012 | Primarias de la Florida de 2012 | Primarias de la Florida de 2012 |
| Candidato                       | Votos                           | Porcentaje                      | Delegados                       | Delegados                       | Delegados                       |
| Candidato                       | Votos                           | Porcentaje                      | CNN                             | FOX                             | AP                              |
| ------------------------------- | ------------------------------- | ------------------------------- | ------------------------------- | ------------------------------- | ------------------------------- |
| Mitt Romney                     | 775,023                         | 46.42%                          | 50                              | 50                              | 50                              |
| Newt Gingrich                   | 533,097                         | 31.93%                          | 0                               | 0                               | 0                               |
| Rick Santorum                   | 222,790                         | 13.34%                          | 0                               | 0                               | 0                               |
| Ron Paul                        | 117,100                         | 7.01%                           | 0                               | 0                               | 0                               |
| Rick Perry (retirado)           | 6,768                           | 0.41%                           | 0                               | 0                               | 0                               |
| Jon Huntsman (retirado)         | 6,199                           | 0.37%                           | 0                               | 0                               | 0                               |
| Michele Bachmann (retirado)     | 3,962                           | 0.24%                           | 0                               | 0                               | 0                               |
| Herman Cain (retirado)          | 3,494                           | 0.21%                           | 0                               | 0                               | 0                               |
| Gary Johnson (retirado)         | 1,196                           | 0.07%                           | 0                               | 0                               | 0                               |
| Delegados no proyectados:       | Delegados no proyectados:       | Delegados no proyectados:       | 0                               | 0                               | 0                               |
| Total:                          | 1,669,629                       | 100.0%                          | 50                              | 50                              | 50                              |